# Мальчики (фильм, 1958)
«Мальчики» — детский художественный фильм режиссёра Суламифи Цыбульник.

## Сюжет
Школьная драма из современной жизни (1950-х годов). Киевские школьники Петя, Игорь и Тимка учатся в одном классе и живут в одном доме. Тимка после смерти отца — героя-лётчика становится замкнутым и непримиримым. Однажды Игорь по неосторожности становится виновником пожара в конторе домоуправления. Обстоятельства складываются так, что обвинение падает на Тимку, которому грозит исключение из школы. Игорь из трусости молчит. Узнав правду, Петя заставляет Игоря во всём сознаться. К экзаменам Тимка возвращается в школу.

## В ролях
- Леня Бабич — Петя Сергиенко
- Коля Чурсин — Тимка Дорош
- Саша Карпов — Игорь Скобицкий
- Наташа Черноусова — Катя
- Гертруда Двойникова — мать Пети
- Валентин Грудинин — отец Пети
- Александр Гумбург — Афанасий Петрович
- Николай Дупак — Иван Лукич
- Лидия Сухаревская — Лидия Ивановна
- Александр Хвыля — Тарас Бульба
- Михаил Белоусов — полковник
- Нонна Копержинская — женщина на вокзале
- Владимир Олексеенко — железнодорожник
- Жанна Дмитриенко
- Иван Гузиков

## Съёмочная группа
- Автор сценария: Анна Лисянская, Дора Вольперт
- Режиссёр: Суламифь Цыбульник
- Оператор: Сурен Шахбазян
- Художник: Вульф Агранов
- Композитор: Оскар Сандлер